# Parque nacional del Banco
El Parque nacional del Banco (en francés: Parc national du Banco) es un área protegida con el estatus de parque nacional en el país africano de Costa de Marfil se encuentra por la carretera del Norte en el distrito de Attécoubé (Abiyán). El parque nacional del Banco cubre 30 km² y es un ejemplo de bosque primario, con especies de maderas preciosas que se han convertido en escasas (caoba, avodirés). Existen rutas para los caminantes que se han mejorado y muchos hoteles de todas las categorías que permiten un fácil acomodo.